# 3C 75
3C 75 – układ podwójny dwóch czarnych dziur znajdujący się gromadzie galaktyk Abell 400 w odległości 300 milionów lat świetlnych.
Radioźródło 3C 75 zasilają dwie okrążające się supermasywne czarne dziury wyrzucające dżety cząstek relatywistycznych. Są one oddalone od siebie o 25 tysięcy lat świetlnych. Czarne dziury otacza gaz o temperaturze wielu milionów stopni wypromieniowujący promieniowanie rentgenowskie. Znajdują się one w jądrach dwóch zlewających się galaktyk NGC 1128-1 oraz NGC 1128-2.
Jedną z przyczyn, dla których astronomowie uważają, że te dwie, supermasywne czarne dziury są związane ze sobą grawitacyjne w układzie podwójnym jest konsystentny wygląd ich dżetów spowodowany prawdopodobnie ich wspólnym ruchem przez gorący gaz gromady, z prędkością 1200 km/s. Podobne kosmiczne łączenie się galaktyk jest uważane za powszechne w mocno zagęszczonym środowisku gromad galaktyk. W końcowym etapie łączenia się, galaktyki stają się prawdopodobnie silnymi źródłami fal grawitacyjnych.